# Marinesa Letizia
Marinesa Letizia (ur. 30 lipca 1954) – amerykańska brydżystka, World Grand Master (WBF).

## Wyniki brydżowe

### Olimpiady
Na olimpiadach uzyskała następujące rezultaty:
| Olimpiady brydżowe. Zawody teamów | Olimpiady brydżowe. Zawody teamów | Olimpiady brydżowe. Zawody teamów | Olimpiady brydżowe. Zawody teamów | Olimpiady brydżowe. Zawody teamów | Olimpiady brydżowe. Zawody teamów |
| Rok                               | Miejsce                           | Zawody                            | Kategoria                         | Drużyna                           | Pozycja                           |
| --------------------------------- | --------------------------------- | --------------------------------- | --------------------------------- | --------------------------------- | --------------------------------- |
| 2008                              | Pekin                             | 1. Olimpiada Sportów Umysłowych   | Kobiety                           | USA                               | 3                                 |
| 2004                              | Stambuł                           | 12. Olimpiada Teamów              | Kobiety                           | USA                               | 2                                 |

### Zawody światowe
W światowych zawodach zdobyła następujące lokaty:
| 2010 | Filadelfia  | 13. Seria Mistrzostw Świata   | Kobiety | Westheimer | 5   |
| 2006 | Werona      | 12. Mistrzostwa Świata        | Kobiety | Steiner    | 1   |
| 2002 | Montreal    | 11. Mistrzostwa Świata        | Kobiety | Letizia    | 17  |
| 1998 | Lille       | 10. Mistrzostwa Świata        | Open    | Rigal      | 161 |
| 1997 | Hammamet    | 33. Mistrzostwa Świata Teamów | Kobiety | USA 1      | 1   |
| 1994 | Albuquerque | 9. Mistrzostwa Świata         | Kobiety | Letizia    | 1   |

| Mistrzostwa Świata. Konkurencja par | Mistrzostwa Świata. Konkurencja par | Mistrzostwa Świata. Konkurencja par | Mistrzostwa Świata. Konkurencja par | Mistrzostwa Świata. Konkurencja par | Mistrzostwa Świata. Konkurencja par |
| Rok                                 | Miejsce                             | Zawody                              | Kategoria                           | Partner                             | Pozycja                             |
| ----------------------------------- | ----------------------------------- | ----------------------------------- | ----------------------------------- | ----------------------------------- | ----------------------------------- |
| 2006                                | Werona                              | 12. Mistrzostwa Świata              | Kobiety                             | Carlyn Steiner                      | 26                                  |
| 2006                                | Werona                              | 12. Mistrzostwa Świata              | Miksty                              | Steve Beatty                        | 430                                 |
| 2002                                | Montreal                            | 11. Mistrzostwa Świata              | Kobiety                             | Carlyn Steiner                      | 19                                  |
| 1994                                | Albuquerque                         | 9. Mistrzostwa Świata               | Open                                | Norb Kremer                         | 69                                  |
| 1994                                | Albuquerque                         | 9. Mistrzostwa Świata               | Miksty                              | Dennis Clerkin                      | 4                                   |
| 1990                                | Genewa                              | 8. Mistrzostwa Świata               | Miksty                              | Eddie Wold                          | 37                                  |

### Zawody europejskie
W europejskich zawodach zdobyła następujące lokaty:
| Zawody europejskie. Konkurencja teamów | Zawody europejskie. Konkurencja teamów | Zawody europejskie. Konkurencja teamów | Zawody europejskie. Konkurencja teamów | Zawody europejskie. Konkurencja teamów | Zawody europejskie. Konkurencja teamów |
| Rok                                    | Miejsce                                | Zawody                                 | Kategoria                              | Drużyna                                | Pozycja                                |
| -------------------------------------- | -------------------------------------- | -------------------------------------- | -------------------------------------- | -------------------------------------- | -------------------------------------- |
| 2005                                   | Teneryfa                               | 2. Otwarte Mistrzostwa Europy          | Kobiety                                | USA/Russia                             | 3                                      |

## Klasyfikacja
- Marinesa Letizia – klasyfikacja WBF (ang.)